# 蘭考県
蘭考県（らんこう-けん）は中華人民共和国河南省開封市に位置する県。

## 行政区画
- 街道:蘭陽街道、桐郷街道、恵安街道
- 鎮:堌陽鎮、南彰鎮、考城鎮、紅廟鎮、谷営鎮、東壩頭鎮、小宋鎮
- 郷:三義寨郷、孟寨郷、許河郷、葡萄架郷、閻楼郷、儀封郷

## 人物
- 江淹
- 江総
- 王廷相